# 키쿠치 나루요시
키쿠치 나루요시(일본어: 菊地 成孔, 1963-)는 지바현 조시시 출신의 일본 재즈 음악가, 작가, 작곡가이다. 작가 菊地秀行의 동생이다.

## 개요
레스토랑을 가업으로 해와서 어릴적부터 무드음악에 익숙했으며 동경에 올라온 뒤에는 형이 남겨둔 책에 빠졌다. 학생시절엔 시민오케스트라에서 색서폰이나 패곳 등을 맡았다. 카피라이터를 지망해 대학 문학부에 입학했지만 오리엔테이션 이후 자퇴했다. 친구가 있는 죠치대학 재즈연구부에 십년동안 오갔다.
84년 재즈 전문학교 '메저 하우스'에서 색서폰을 전공했다. 여기서 만난 친구들과 밴드 티포그라피카를 결성한다, 뉴이스트 모델, 메스칼린 드라이브(MESCALINE DRIVE) 등에서 브라스를 담당.
세션 연주자로 많은 뮤지션과 잼세션을 해왔다. 마일스 데이비스 및 장뤼크 고다르를 존경한다. 본인은 '고다르학부 마일즈 학과 졸업'이라 표현한다.
91년 밴드 SPANK HAPPY 결성. 93년엔 야마시타 요스케의 음반에 참여하고 키쿠치 나루요시 트리오로도 활동.
98년 괴사성 림프 결절로 입원해 죽을뻔함. 99년 도쿄 자비눌 바하(Tokyo Zawinul Bach) 결성. DATE COURSE PENTAGON ROYAL GARDEN도 시작했고 오토모 요시히데 뉴 재즈 퀸텟에도 참여한다.
07년 키쿠치 나루요시 덥 섹스텟 결성. 2011년 일본인으로는 최초로 임펄스와 계약.
사립 펭귄 음대라는 학원을 운영하고 있으며 아테네-프랑세 영화미학교에서 음악미학쪽 강좌의 (한명뿐인) 주임강사이다. 도쿄 대학 교양학부, 구니타치 음악대학, 도쿄 예술대학, 게이오기주쿠 대학 등에서 강사를 했다.
다수의 저작이 있으며 잡지에도 자주 기고한다. 가부키초 근처에서 직장을 가졌던 일을 기록한 '가부키초의 주인'을 써서 미디어에 다수 소개되었다. 가끔 영어 커버곡을 부르지만 영어는 잘 못하는 편.

## 앨범
솔로
- DEGUSTATION A JAZZ (ewe / 2004年4月7日)
- CHANSONS EXTRAITES DE DEGUSTATION A JAZZ (ewe / 2004年4月21日)
- DEGUSTATION A JAZZ authentique Bleu (ewe / 2004年10月21日)
- 南米のエリザベス・テイラー (ewe / 2005年5月2日)
- 愛の感染 (dub inc. / 2006年3月10日)
  - 菊地秀行原作の映画『雨の町』のエンディング・テーマ。
- 菊地成孔00年代未完全集『闘争のエチカ "L' ethique de la lutte"（上/下巻）』 (ewe / 2010年10月30日)
  - DATE COURSE PENTAGON ROYAL GARDENのファースト・アルバム『REPORT FROM IRON MOUNTAIN』から、発売時の最新録音であった『退行』(『チェイス〜国税査察官〜』主題歌)までの、2000年代の菊地のあらゆる活動を網羅したデータが収録されたUSBメモリである。収録されたデータはすべて菊地本人が選んだものであり、上下巻それぞれに4ギガバイトのデータが収録され、上下巻合わせて音楽140トラック、映像150分、スチール100枚、テキスト5万文字に及ぶ。上巻は既発音源のセレクションを中心とした「ビギナー向け」、下巻はレア音源、映像を中心とした「マニア向け」となっている。

덥 섹스텟 菊地成孔ダブ・セクステット
- THE REVOLUTION WILL NOT BE COMPUTERIZED (ewe / 2007年12月19日)
- Dub Orbits (ewe / 2008年7月16日)
- イン・トーキョー (ライブ盤) (ewe / 2008年11月21日)
- LIVE at BLUE NOTE TOKYO 2011.05.05 (ライブ音源) (OTOTOY/ewe / 2011年6月25日) ※OTOTOY配信限定

페페 토르멘토 아스카라르, 菊地成孔とペペ・トルメント・アスカラール, 菊地成孔 y Pepe Tormento Azucarar
- 野生の思考 (la pensee sauvage) (ewe / 2006年10月10日)
- 記憶喪失学 (Estudios De Sîntoma De Pérdida De Memoria) (ewe / 2008年10月29日)
- Live Sessions (iTunes Exclusive) (ewe / 2008年11月12日) ※iTunes Store配信限定
- ライブ@歌舞伎町クラブハイツ (ewe / 2009年1月1日) ※iTunes Store配信限定
- New York Hell Sonic Ballet (ewe / 2009年10月28日)
- Baile Exorcisomo (ewe / 2009年11月25日) ※12inch限定
- LIVE at Liquid Room 2010.06.09 (OTOTOY/ewe / 2010年8月5日) ※OTOTOY配信限定
- LIVE at Blue Note Tokyo 2011 (OTOTOY/ewe / 2012年1月20日) ※OTOTOY配信限定
- 戦前と戦後 (TABOO / 2014年3月19日)
- 夜の歴史/菊地成孔とぺぺ･トルメント･アスカラールの十年 (TABOO / 2014年5月7日) ※ベストアルバム。選曲は菊地が行った。

dCprG・DCPRG・DATE COURSE PENTAGON ROYAL GARDEN
- REPORT FROM IRON MOUNTAIN (2001年)
- Structure et force (2003年)
- Franz Kafka's America (2007年)
- SECOND REPORT FROM IRON MOUNTAIN USA (2012年)
- Franz Kafka's South Amerika (featuring William Shakespeare) (2015年)

SPANK HAPPY
- Freak Smile（1995年）
- Computer House of Mode（2002年）
- Vendôme, La Sick Kaiseki（2003年）

JAZZ DOMMUNISTERS
- 『BIRTH OF DOMMUNIST（ドミュニストの誕生）』 （ビュロー菊地 / Apollo Sounds、2013年11月 *2015年3月にTABOOにてリイシュー） アルバム

참여 밴드
- GROUND-ZERO（1996年頃から解散まで）
- 大友良英ニュー・ジャズ・クインテット（1999年結成時より参加、2004年2月に脱退）
- 東京ザヴィヌルバッハ（1999年1月の結成時より参加）
- 中島ノブユキ
- 万波麻希
- 東京スカパラダイスオーケストラ
- JUJU
- 코이즈미 쿄코
- 伊藤ゴロー

## 같이 보기
- 오토모 요시히데
- UA(가수)